# 元村哲也
元村 哲也（もとむら てつや、2月26日 - ）は、日本の男性声優。広島県出身。

## 人物
2019年4月1日よりフリー。所属事務所の経歴はぷろだくしょんバオバブ（2012年2月まで）→ベルプロダクション。

## 出演

### テレビアニメ
2008年
- 君が主で執事が俺で（ナンパ男）
- 獣神演武 HERO TALES（団員）
- 素敵探偵ラビリンス（警官）
- ネットゴーストPIPOPA（アッシュ、東海林）

2010年
- キディ・ガーランド（警備ロボB）
- 銀魂（2010年 - 2011年、ディレクター、町人、加藤、看守B、参列者B）
- デュラララ!!（黄巾賊、黄巾賊X）
- ドラえもん（テレビ朝日版第2期）（2010年 - 2012年、老人、店主、松の湯主人）
- 夢色パティシエール（市松健）

2011年
- 逆境無頼カイジ 破戒録篇（客C、従業員B、客D、男C、従業員D、客B、客E）

2012年
- 宇宙兄弟（仲木）
- エリアの騎士（運転手）
- HUNTER×HUNTER（第2作）（2012年 - 2013年、警備員、チンピラA、病犬、構成員B、ラターザ、ワニ型）

### OVA
2011年
- SUPERNATURAL: THE ANIMATION（ラズロ）

### 劇場アニメ
2013年
- 劇場版 HUNTER×HUNTER 緋色の幻影

### ゲーム
2007年
- Heavenly Sword 〜ヘブンリーソード〜

2010年
- ぱすてるチャイムContinue（コルサ・ウェイン）

2019年
- HUNTER×HUNTER グリードアドベンチャー（病犬）

### 吹き替え
- アンダーワールド ビギンズ
- クリミナル・マインド FBI行動分析課